# 멀어지다
《멀어지다》는 모던 락 밴드 넬의 디지털 싱글 및 리패키지 음반이다. 음원 사이트 관리의 편의상 싱글 앨범이라는 이름을 붙인 것이며 메이저 4집 《Separation Anxiety》에 수록되었던 곡들과 구성이 거의 같다. 공식적으로 넬이 이 앨범을 디지털 싱글로 내지는 않았다.

## 수록곡
1. 멀어지다
2. 1분만 닥쳐줄래요
3. Separation Anxiety
4. Moonlight Punch Romance
5. 기억을 걷는 시간
6. Promise Me
7. 1:03
8. Fisheye Lens
9. Afterglow
10. Tokyo
11. 12 Seconds
12. _ (언더바)

## 참고 문서
- 네이버 뮤직